# Valsbøl
Valsbøl (dansk) eller Wallsbüll (tysk) er en landsby og kommune beliggende i et skovrigt område cirka 18 km vest for Flensborg i det nordlige Sydslesvig. Landsbyen strækker sig på på begge sider af Valsbækken (også kaldt den Valsbøller Strøm), der mod syd dannede skellet mellem Vis- og Kær Herred. Administrativt hører kommunen under Kreis Slesvig-Flensborg i den tyske delstat Slesvig-Holsten. Kommunen samarbejder på administrativt plan med andre kommuner i omegnen i Skovlund kommunefællesskab (Amt Schafflund).
Valsbøl er sogneby i Valsbøl Sogn. Sognet lå i Vis Herred (Flensborg Amt, Sønderjylland), da området tilhørte Danmark. Valsbøl Kirke er en romansk stenkirke fra 1100-tallet. Kirken er viet til Sankt Kristoffer. I kirken findes middelalderlige figurer i egetræ.
Stednavnet er første gang dokumenteret 1472. Stednavnet kan henføres til oldnordisk valr for et valplads (slagmark) eller en falk eller til oldnordisk vǫllr for mark, slette. Måske stammer navnet også fra personnavnet Valr eller Wal, som står i fornbindelse med vælsk.
Til Valsbøl og omegnen er knyttet flere folkesagn. Et af dem omhandler to kæmper, som var i færd med at bygge kirkerne i Medelby og Store Vi. Da de kun havde en hammer, kastede de den skiftevis til hinanden. Derved kom de til at beskædige kirken i Valsbøl.
En af Valsbøl gader er opkaldt efter lederen af den grundtvigianske menighed i lokalområdet og grundlæggeren af landsbyens danske forsamlingshus Valsbølhus Maren Sørensen.
Landsbyen er beliggende på gesten, hvor jorder er sandet. Der findes flere hedestrækninger og små forhøjninger som Rygshøj i omegnen.
Valsbøl var stationsby på strækningen Flensborg-Lindholm.